# Stauf (Becher)

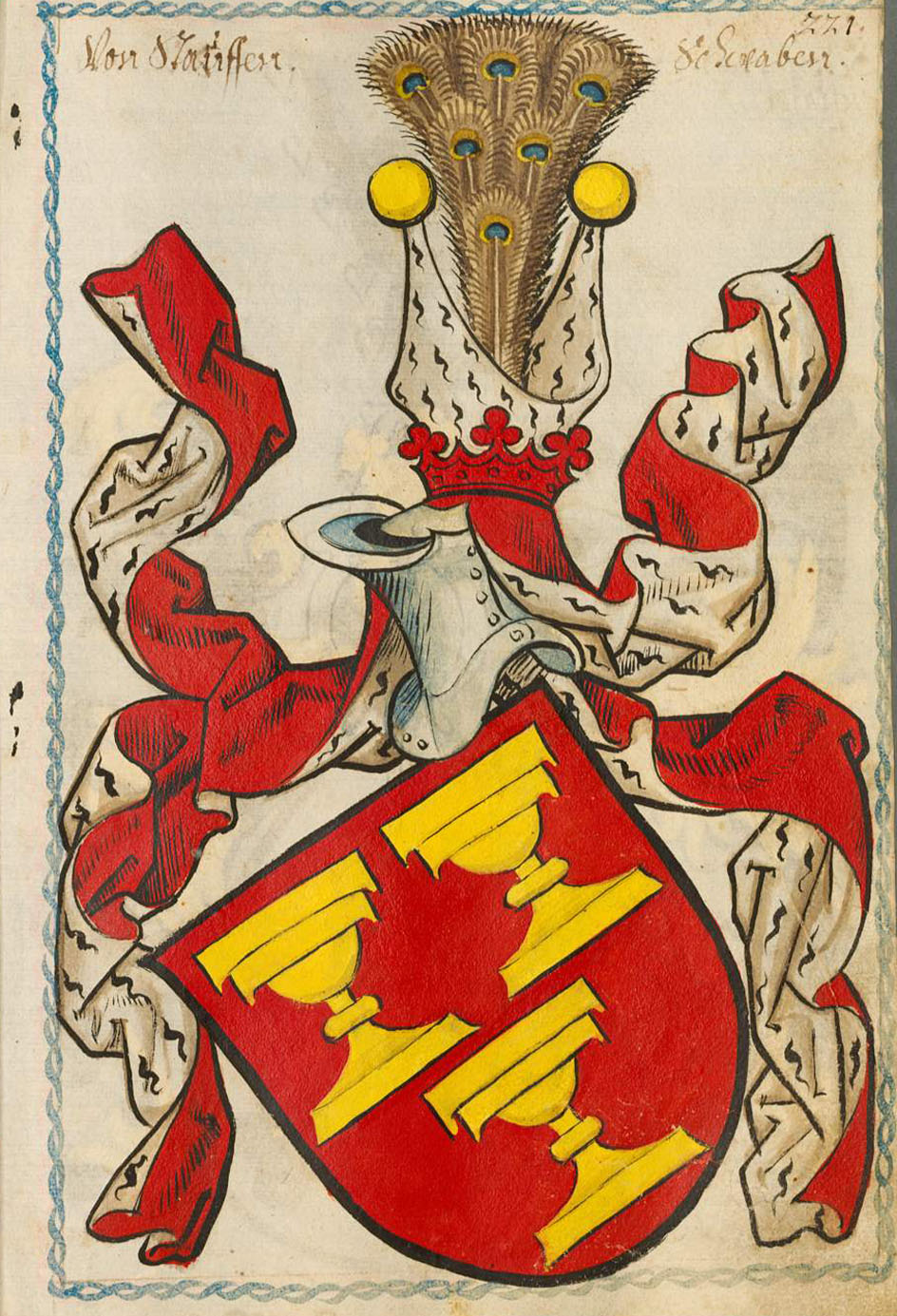
Wappen der Herren von Staufen: drei goldene Staufe

Stauf (mhd. stouf, ahd. stouf, stoupf) ist eine veraltete Bezeichnung für einen Becher, Kelch oder Bierkrug. Ein Stauf kann aus Keramik, Edelmetall oder Glas gefertigt sein. Nach dem Deutschen Wörterbuch der Brüder Grimm ist das alte Wort Stauf für ein Trinkgefäß aus dem germanischen *staupa entstanden und wurde später durch die aus dem Lateinischen stammenden Lehnwörter Becher und Kelch verdrängt. Neben Stauf war historisch auch die Schreibweise Stauff bzw. stauff üblich.
Ein Staufglas ist laut dem Deutschen Wörterbuch ein Bierglas, im Gegensatz zum Weinglas. In der Schweiz verwendet man die Bezeichnung Stauf-Humpen für einen großen Krug.
Mit Stauf wurde außerdem ein Hohlmaß bezeichnet, mit variabler Größe je nach Region und Zeitraum. So findet sich im Weistum von Lemen und Gondorf (1516) ein stauff weins als eine Mengenangabe für Wein. Die Nebenform Staufe wurde nur für diese Bedeutung verwendet.

## Staufe auf Wappen
Das Wappen der Herren von Staufen zeigt drei goldene Staufe. In diesem Fall handelt es sich um Kelche, Römern ähnlich, aber ohne ausgeprägten Stiel und mit einer Stufenform.
Das Wappen der Küssenberger zeigt ein Staufglas mit Noppen, ein Noppenglas. 